# Unnaryds Bonadsmuseum
Unnaryds Bonadsmuseum är ett museum i Unnaryd, Hallands län och grundades 1986.

## Historik
Unnaryds Bonadsmuseum är belägget på Unnaryds hembygdspark i Unnaryd. Museet invigdes 1986 av professor Nils-Arvid Bringéus.

## Bonader
Museets samling består av bonader från området Finnveden. Bonaderna är bland annat målade av Nils Lindberg i Södra Unnaryds socken, Per Svensson i Femsjö socken, Johannes Nilsson i Breareds socken, Anders Eriksson i Ås socken, Per Nilsson och Nils Person i Vrå socken, Sven Norberg och Gustav Norberg i Unnaryd.

## Bildgalleri

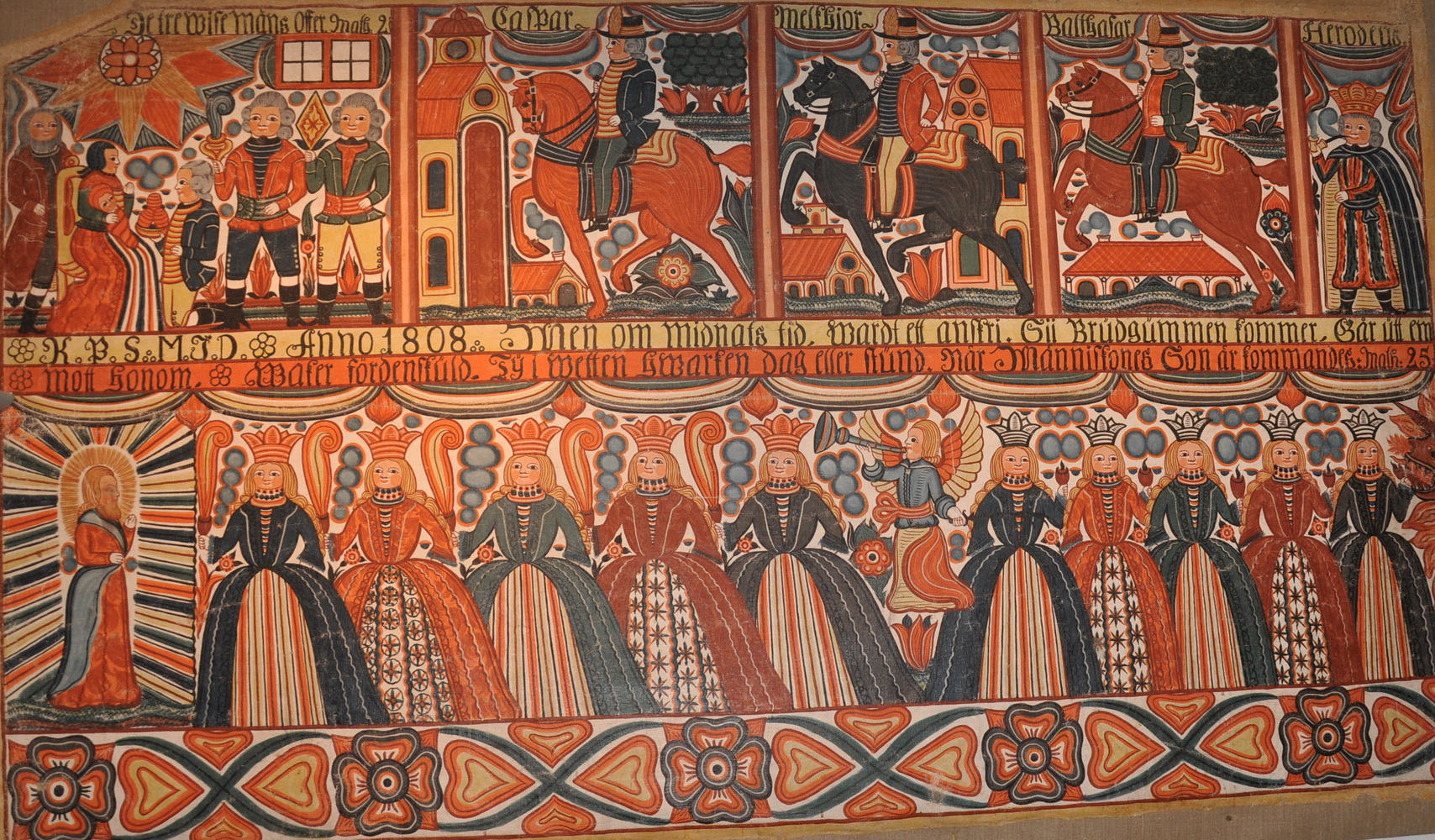
Bonad av Johannes Nilsson.
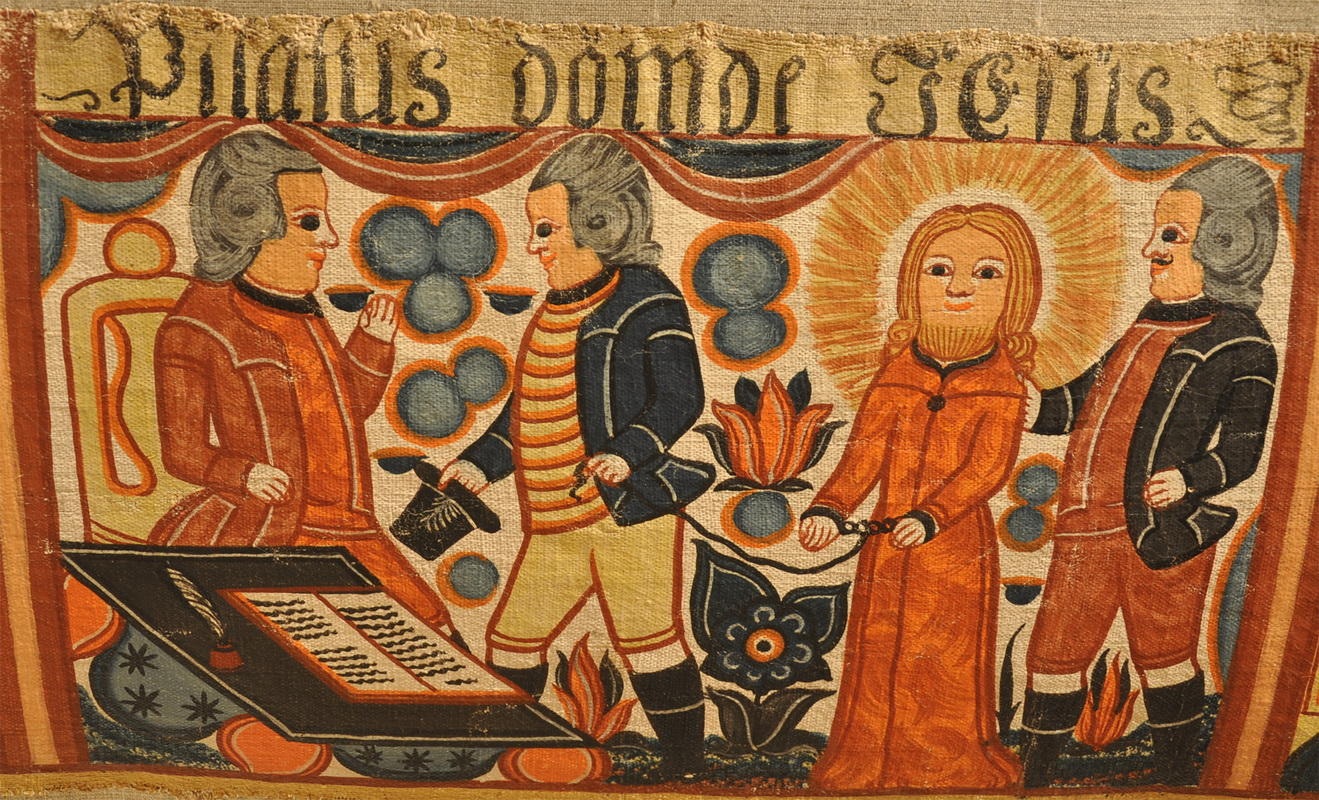
Del av bonad av Johannes Nilsson.